# Geniotrigona incisa
Geniotrigona incisa är en biart som först beskrevs av Sakagami och Inoue 1989.  Geniotrigona incisa ingår i släktet Geniotrigona och familjen långtungebin. Inga underarter finns listade i Catalogue of Life.